# Loggia

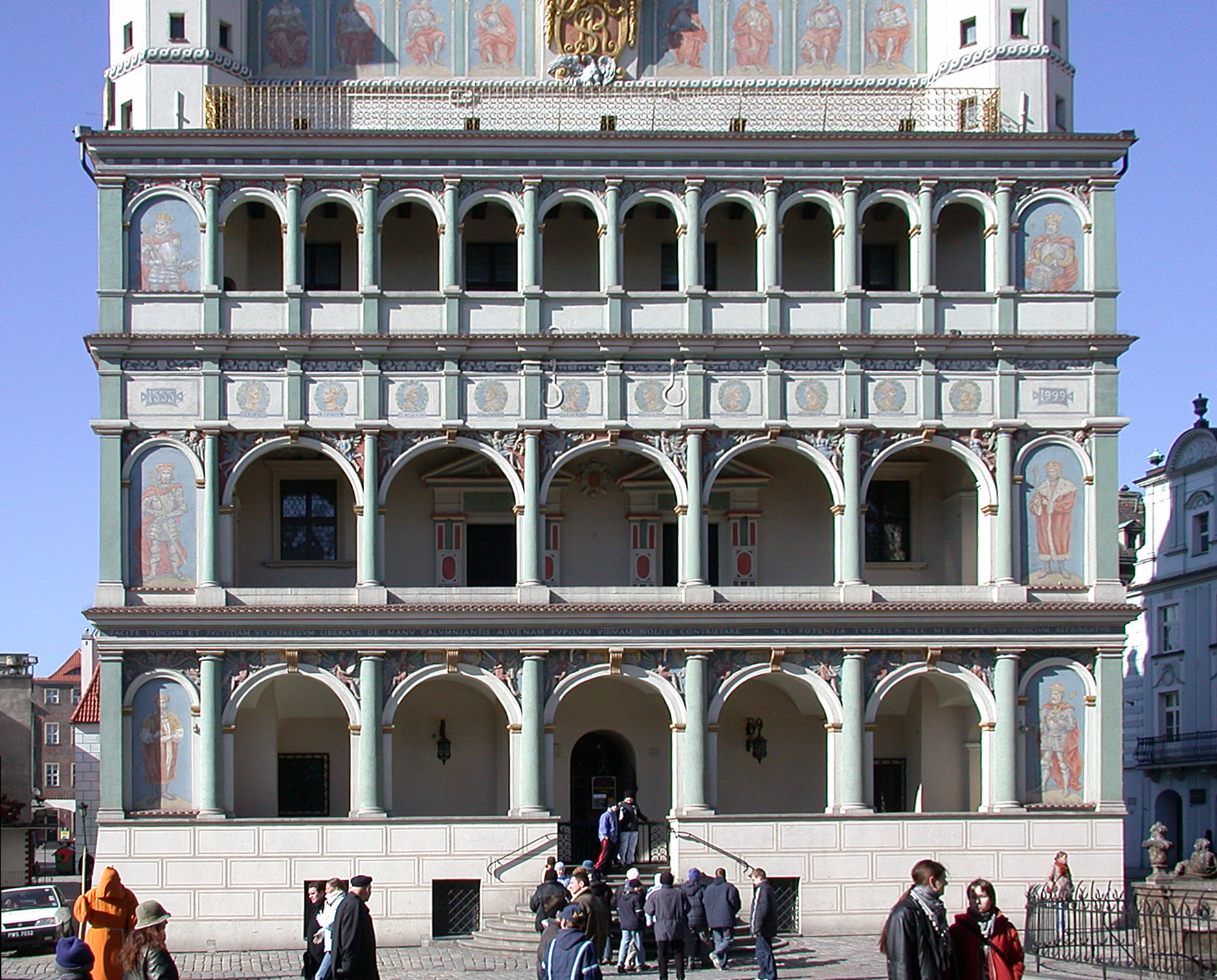
Loggia poznańskiego ratusza

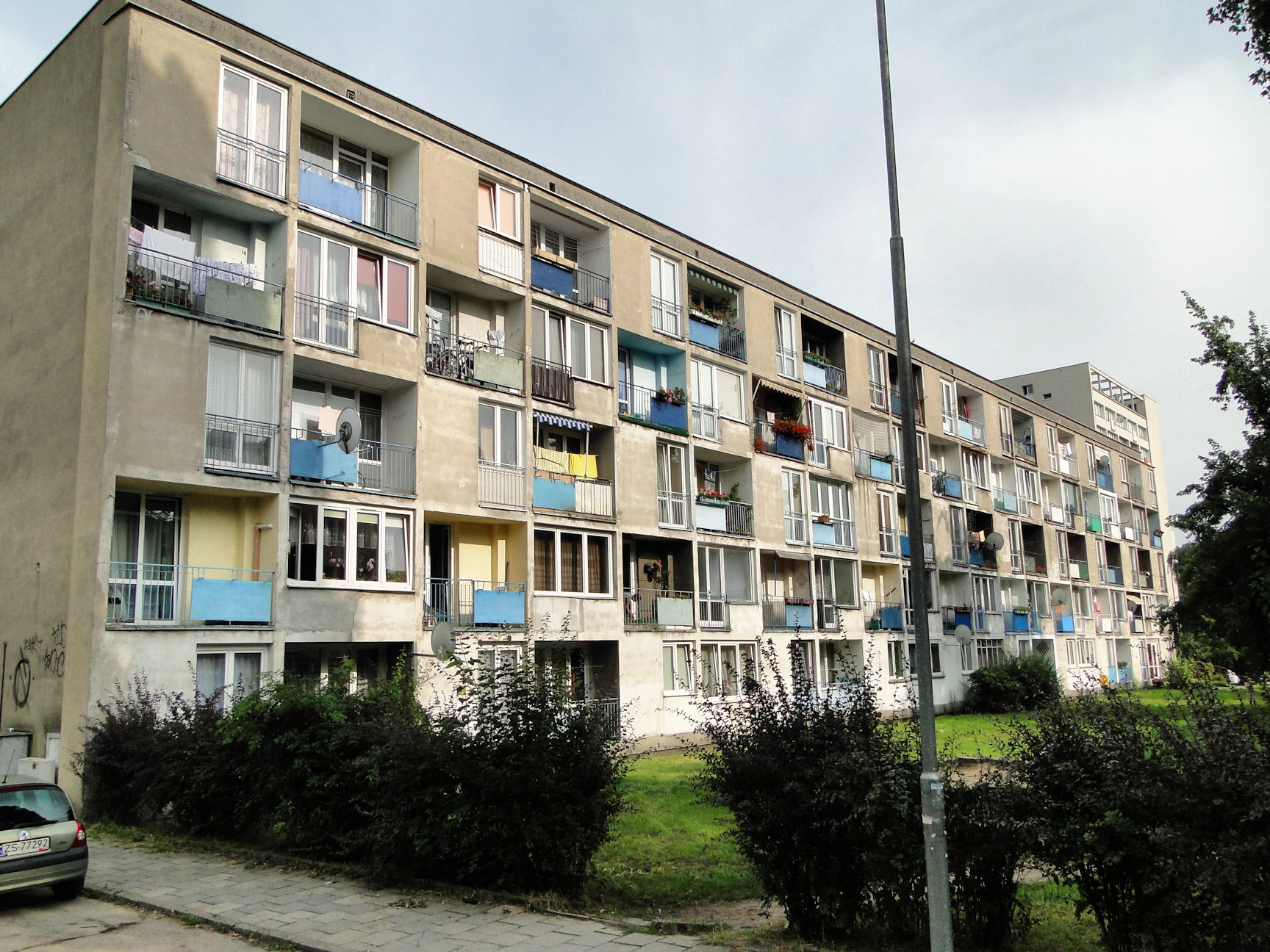
Loggie w budownictwie współczesnym. Osiedle Grunwaldzkie, Szczecin

Loggia (lodżia) – wnęka w zewnętrznej płaszczyźnie budynku, otwarta na zewnątrz, oddzielona drzwiami i oknami od pomieszczeń wewnętrznych.
Loggia może być jedno- lub wielokondygnacyjna, otwarta lub zamknięta (przeszklona). Występowała w renesansie w budownictwie pałacowym (np. zamek na Wawelu, zamek w Pieskowej Skale, pałac w Nawojowie Łużyckim, w Baranowie Sandomierskim). We współczesnych budynkach, zazwyczaj tylko jednokondygnacyjna, spełnia funkcję balkonu.
Loggia to również, w zabytkowej architekturze włoskiej, samodzielna budowla lub jej część, która jest otwarta na zewnątrz z trzech lub czterech stron arkadami. Budowle takie były budowane z przeznaczeniem na miejsca widokowe, wypoczynku, handlowe etc.

## Loggia w budownictwie mieszkaniowym
Loggia jest popularnym elementem zabudowy we współczesnym budownictwie mieszkaniowym. Wynika to z dużej swobody w aranżacji przestrzeni, jaką zapewnia to pomieszczenie. Loggia bywa mylona z balkonem, od którego odróżnia ją:
- rozmieszczenie w stosunku do elewacji budynku (loggia jest platformą cofniętą w głąb linii elewacji budynku);
- możliwość stałego użytkowania (np. w formie oranżerii);
- możliwość wliczenia do powierzchni użytkowej mieszkania (z uwagi na możliwość całorocznego wykorzystania)[2].